# Silia Plöchinger
Silia Plöchinger (* 7. Juli 2003 in Männedorf) ist eine Schweizer Fussballspielerin. Die Torhüterin steht beim 1. FFC Turbine Potsdam unter Vertrag. 

## Karriere

### Vereine
Plöchinger begann ihre fussballerische Laufbahn beim FC Männedorf und wechselte zur Saison 2013/14 in die Nachwuchsabteilung des FC Zürich. 2021 führte sie ihr Team als Captain zum U19-Schweizer-Meistertitel. Kurz darauf folgte der Wechsel zum FC Basel, wo sie aufgrund mehrerer Verletzungen kein Pflichtspiel für die erste Mannschaft absolvierte. Anschliessend wechselte sie zum FC Rapperswil-Jona, für den sie in der Saison 2023/24 ihr erstes Pflichtspiel in der Women’s Super League gegen den Grasshopper Club Zürich bestritt. Insgesamt kam sie für den Verein auf 16 Ligaspiele sowie drei Partien im Schweizer Cup.
Im Februar 2025 wechselte Plöchinger zum deutschen Bundesligisten 1. FFC Turbine Potsdam. Ihr Bundesligadebüt gab sie am 29. März 2025 beim Heimspiel gegen die TSG Hoffenheim.

### Nationalmannschaft
Plöchinger durchlief verschiedene Schweizer Juniorinnen-Nationalmannschaften, darunter die U16, U17 und U19.

## Erfolge
- U19-Schweizer-Meister 2020/21 mit den FC Zürich Frauen[1]